# Тпиг
Тпиг (агул. Типпигъ) — село в Дагестане, административный центр Агульского района.
Образует сельское поселение село Тпиг как единственный населённый пункт в его составе.

## Этимология
Самоназвание — Типпигъ, представители других агульских сел и диалектов называют его также Тивигъ, Типпагъ.
Происхождение ойконима Тпиг Г. А. Алхасов объясняет следующим образом: «На первый взгляд, Типпигъ удобно возвести к слову диб „основа“. Однако, наличие форм с гласным /а/ (Типпагъ) препятствует этому, так как по закону сингармонизма агульского языка, а также тенденции упреднения артикуляции гласных подобные формы были бы невозможны. В связи с этим предпочтительней этимологизировать характеризуемый ойконим на базе слова ттаб „небольшой склон“, окаймляемый с одной или нескольких сторон ровную поляну». В географическом плане это соответствует действительности" (Алхасов 2004:25)..

## Географическое положение
Расположено в 130 км к югу от города Махачкала, на реке Чирагчай в месте впадения в неё реки Гарухрух. Географически центральная, старая часть селения Тпиг расположена на плоскости с небольшим уклоном, у подошвы южного склона горы Алдал.
Местность защищена от холодных ветров, возле селения протекает река Чирагчай, в которую вливаются несколько ручьев, в том числе и протекающих через село. Ближайшая железнодорожная станция — Белиджи..

## Население
| 1895  | 1926  | 1939  | 1959  | 1970  | 1979  |
| ----- | ----- | ----- | ----- | ----- | ----- |
| 712   | ↗888  | ↗1300 | ↗1425 | ↗1761 | ↗1864 |
| 1989  | 2002  | 2010  | 2012  | 2013  | 2014  |
| ↘1601 | ↗2637 | ↗2730 | ↗2773 | →2773 | ↗2786 |
| 2015  | 2016  | 2017  | 2018  | 2019  | 2020  |
| ↗2794 | ↗2801 | ↗2829 | ↗2847 | ↘2833 | ↘2824 |
| 2021  | 2023  | 2024  | 2025  |       |       |
| ↘2814 | ↘2802 | ↗2810 | ↘2803 |       |       |

В селе проживают преимущественно агулы.

## История
В памяти представителей старшего поколения тпигцев сохранились рассказы о том, где истоки их тухумов. Предания старины, рассказы информантов, а также сведения из научной литературы повествуют о том, что село Тпиг образовалось из поселений:.
1. Джарфуг (Джуфугъ), находящегося в 15 километрах к северо-востоку по пути в Буршаг. Здесь сохранились куфические надписи;
2. Ганжуар (ХIяджуьIер) в 12 километрах к северо-востоку от Тпига;
3. Зулер-хIур — 2,5 километра к западу, на пологом склоне, спускающемся к реке. Сохранились развалины на площади в шесть гектаров. В советское время там находилась колхозная ферма. Кое-где сохранились надмогильные плиты. «зулер» означает «лестница», а «хур» (хIур) — «селение».
4. Курнар (Къуриъар) — в четырёх километрах севернее селения, на левом берегу Чираг-чая, в узком ущелье, в стороне от дороге;
5. Фурдихъ — в трех километрах к северу, на горе, по пути в Амух. (Алиев 1988:28-29).
6. ХIендуъ — располагалось выше села Мисси до Джафугъа